# Prosiccia albescens
Prosiccia albescens là một loài bướm đêm thuộc phân họ Arctiinae, họ Erebidae.